# Sarah Kiguli
Sarah Kiguli, MBChB, MMed (Nhi khoa), MHPE, là một bác sĩ nhi khoa, nhà nghiên cứu học tập, và nghiên cứu y tế người Uganda. Bà là giáo sư và là trưởng khoa Nhi và Sức khỏe Trẻ em tại Trường Y khoa Đại học Makerere, một thành phần của Trường Đại học Khoa học Sức khỏe thuộc Đại học Makerere.

## Bối cảnh và giáo dục
Kiguli được sinh ra ở khu vực miền Trung Uganda vào khoảng năm 1962 và học trường trung học Gayaza trước khi vào Đại học Makerere, tốt nghiệp Cử nhân Y khoa và Cử nhân Phẫu thuật. Bằng Thạc sĩ Y khoa Nhi khoa của bà cũng được lấy từ Makerere. Sau đó, bà có bằng Thạc sĩ Giáo dục nghề nghiệp y tế từ Đại học Maastricht ở Hà Lan.

## Nghề nghiệp
Kiguli thực tập tại Bệnh viện giới thiệu quốc gia Mulago sau khi cấp bằng đầu tiên. Sau đó, bà làm việc như một sĩ quan y tế tại cùng một bệnh viện trong hai năm nữa trước khi bắt đầu chương trình thạc sĩ ba năm.
Sau khi học MMed, bà tiếp tục làm việc tại Khoa Nhi tại MNRH và được bổ nhiệm làm giảng viên tại Makerere ở Khoa Nhi và Sức khỏe Trẻ em. Tại Makerere, bà được bổ nhiệm vào Ủy ban Giáo dục của Khoa Y năm 2000. Sau đó, bà đã tham gia vào việc xây dựng một chương trình giảng dạy mới cho trường y.
Kiguli đã xuất bản nhiều bài báo trên các ấn phẩm ngang hàng, và duy trì hoạt động nhi khoa tích cực như một phần trong các cuộc hẹn của bệnh viện và trường đại học.

## Các trách nhiệm khác
Với tư cách là giáo sư nhi khoa tại Trường Y khoa Đại học Makerere, thuộc Đại học Khoa học Y tế Makerere, Kiguli phục vụ như một nhà tư vấn cao cấp về nhi khoa tại Bệnh viện Giới thiệu Quốc gia Mulago.